# Iranduba (kommun)
Iranduba är en kommun i Brasilien.   Den ligger i delstaten Amazonas, i den nordvästra delen av landet, 2 000 km nordväst om huvudstaden Brasília. Antalet invånare är 40 735. Iranduba ligger vid sjöarna  Lago do Aracapuri och Lago de Acajatuba.
Följande samhällen finns i Iranduba:
- Iranduba

I omgivningarna runt Iranduba växer i huvudsak städsegrön lövskog. Runt Iranduba är det glesbefolkat, med 18 invånare per kvadratkilometer.